# Ogoa melanocera
Ogoa melanocera är en fjärilsart som beskrevs av Paul Mabille 1878. Ogoa melanocera ingår i släktet Ogoa och familjen tofsspinnare. Inga underarter finns listade i Catalogue of Life.